# Cerne (médecine)
Pour les articles homonymes, voir Cerne et Jugo.

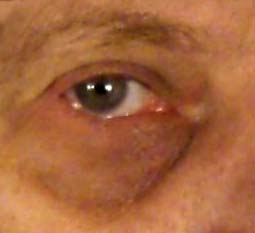
Cerne sous l'œil d'un patient.

Un cerne (nom masculin), appelé en anatomie sillon jugo-palpébral, est une variation de la coloration de la peau sous l'œil. Contrairement aux croyances, leur cause n'est pas le manque de sommeil. Il s'agit en général de variations de pigmentation ou d'un épiderme particulièrement fin. 
Les cernes donnent au regard un aspect fatigué et vieilli. De nombreuses personnes en sont affectées.
La déshydratation extra-cellulaire peut être à la cause de cernes.